# Lodowiec Siachen

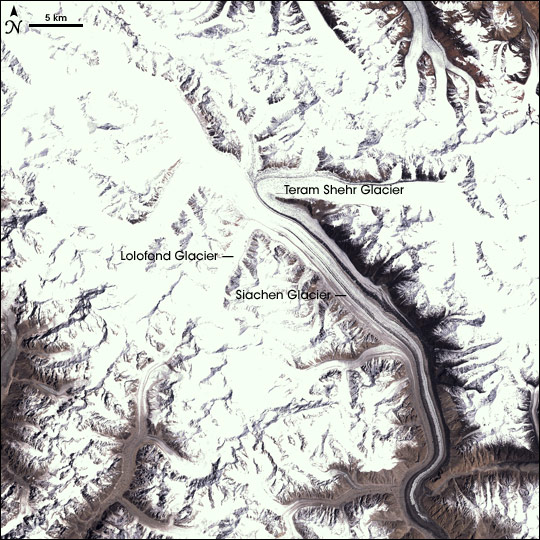
Satelitarne zdjęcie lodowca Siachen

Lodowiec Siachen – lodowiec w paśmie Karakorum, na granicy Pakistanu i Indii w Kaszmirze. Ma długość 71 km, co czyni go najdłuższym lodowcem Karakorum i drugim pod względem długości, po lodowcu Wandżjach w Tadżykistanie, lodowcem niepołożonym w strefie biegunowej. Spływa z wysokości 5753 m do wysokości 3620 m. Rejon lodowca jest tak gęsto pokryty lodowcami, że nazywany jest Trzecim Biegunem.
Region lodowca Siachen jest miejscem walk między Pakistanem a Indiami. Od 1984 r. oba kraje utrzymują oddziały wojskowe na terenie położonym ponad 6000 m nad poziomem morza.